# Бистринське сільське поселення (Ульчський район)
Би́стринське сільське поселення (рос. Быстринское сельское поселение) — сільське поселення у складі Ульчського району Хабаровського краю Росії.
Адміністративний центр — селище Рішающий.

## Населення
Населення сільського поселення становить 405 осіб (2019; 497 у 2010, 825 у 2002).

## Склад
До складу сільського поселення входять:
| Населений пункт    | Населення, осіб (2002) | Населення, осіб (2010) |
| ------------------ | ---------------------- | ---------------------- |
| Бистринськ, селище | 382                    | 252                    |
| Рішающий, селище   | 443                    | 245                    |